# Barbus parawaldroni
Barbus parawaldroni is een  straalvinnige vissensoort uit de familie van eigenlijke karpers (Cyprinidae). De wetenschappelijke naam van de soort is voor het eerst geldig gepubliceerd in 1987 door Lévêque, Thys van den Audenaerde & Traoré.
De soort staat op de Rode Lijst van de IUCN als Gevoelig, beoordelingsjaar 2006.